# 형의 가중
형의 가중이란 죄형법정주의의 원칙상 형벌이 늘어나는 것을 말한다. 원칙상 법률상 가중만 인정되고 있으며 재판상 가중은 인정되지 않는다. 법률상 가중 역시 필요적 가중만 인정된다.

## 가중 사유
- 일반적 가중사유: 경합범, 누범, 특수교사, 방조
- 특수적 가중사유: 아편죄, 상해, 폭행죄, 협박죄, 특수공무방해죄

## 같이 보기
- 형의 감경